# Zbór Ewangelicko-Augsburski w Lublińcu
Zbór Ewangelicko-Augsburski w Lublińcu – zbór w Lublińcu Kościoła Ewangelicko-Augsburskiego w RP, w diecezji katowickiej, funkcjonujący jako filiał parafii Ewangelicko-Augsburskiej w Częstochowie. Do 1972 stanowił samodzielną parafię.
Początki zboru ewangelickiego w Lublińcu sięgają czasów Reformacji. Pierwszym kościołem protestanckim został kościół św. Mikołaja, wybudowany w latach 1576–1579. Został on jednak odebrany zborowi w 1628 i przekazany kościołowi rzymskokatolickiemu.
Po okresie kontrreformacji i przejęciu zwierzchności nad okolicznym terytorium przez Królestwo Prus, ewangelicyzm w Lublińcu odrodził się. W połowie XVIII wieku wybudowane zostały luterańskie kościoły w Piasku oraz Molnej, gdzie miejscowi wierni udawali się na nabożeństwa. W 1817 w mieście zamieszkiwało 30 ewangelików.
W 1826 protestanccy wierni z Lublińca zwrócili się z prośbą do katolickiego sufragana we Wrocławiu o wyrażenie zgody na prowadzenie nabożeństw w budynku kościoła katolickiego. 10 lipca 1826 wniosek został zatwierdzony, na skutek czego raz w miesiącu prowadzone były tam posługi religijne dla ewangelików, zborownicy partycypowali też w kosztach utrzymania świątyni.
Własny kościół luteranie poświęcili w 1850, został nim budowany od 1845 kościół św. Trójcy. Powołano niezależną parafię, liczącą około 160 członków. Posiadała ona również plebanię, dom parafialny oraz szkołę wyznaniową.
W 1918 do parafii należało 1251 wiernych. Po zmianie granic państwowych po I wojnie światowej i włączeniu części wiosek od strony Zawadzkiego wchodzących w skład lublinieckiej parafii do Republiki Weimarskiej, sieć parafialna pozostała niezmieniona i mieszkający tam wierni administracyjnie należeli w dalszym ciągu do parafii w Lublińcu. Na nabożeństwa udawali się jednak do kościoła w Zawadzkiem.
Parafia należąca uprzednio do Ewangelickiego Kościoła Unii Staropruskiej, w II Rzeczypospolitej weszła w skład powstałego w 1923 Ewangelickiego Kościoła Unijnego na polskim Górnym Śląsku. Według sporządzonej rok później statystyki liczyła ona 395 członków – spadek liczby wiernych spowodowany był odłączeniem się części parafii, która znalazła się po niemieckiej stronie granicy. W 1936 liczba wiernych wynosiła 178 osób, co czyniło ją najmniejszą jednostką w strukturze całego kościoła górnośląskiego.
Po rozpoczęciu okupacji Polski przez wojska III Rzeszy, na mocy uchwały Rady Kościoła z 14 października 1939 Ewangelicki Kościół Unijny na polskim Górnym Śląsku uległ rozwiązaniu. Jego dotychczasowe parafie stały się częścią Ewangelickiego Kościoła Unii Staropruskiej, a parafia w Lublińcu weszła w skład należącej do niego diecezji bytomskiej.
W związku z zakończeniem działań wojennych w 1945, na terenie administrowanych dawniej przez Ewangelicki Kościół Unijny działalność duszpasterską rozpoczęli księża z Kościoła Ewangelicko-Augsburskiego w RP. Zgodnie z ustawą z dnia 4 lipca 1947 wszystkie parafie wchodzące uprzednio w skład kościoła górnośląskiego stały się częścią kościoła ewangelicko-augsburskiego. W 1950 lubliniecka parafia liczyła 60 członków, a w 1960 liczba ta wynosiła już tylko 36 wiernych.
Budynek kościoła ewangelickiego w Lublińcu istniał do 1972, kiedy to ze względu na zły stan techniczny został rozebrany. Wtedy to parafia została rozwiązana, a miejscowa wspólnota luterańska stała się zborem filialnym w strukturach parafii w Częstochowie. Nabożeństwa odbywały się w budynku dawnej plebanii przy ul. Plebiscytowej, w którym została urządzona kaplica.
Z uwagi na fatalny stan budynku mieszczącego kaplicę, nieruchomość została sprzedana na początku 2013, a równocześnie parafia zakupiła pomieszczenia w budynku przy ul. Sobieskiego 5/1. Nowa kaplica została poświęcona 10 lutego 2013 podczas uroczystego nabożeństwa, w którym udział wziął między innymi biskup diecezji katowickiej Tadeusz Szurman.
Nabożeństwa w kaplicy przy ulicy Jana III Sobieskiego 5/1 odbywają się w każdą drugą i czwartą niedzielę miesiąca o godz. 8:15.